# Чичканов, Игорь Александрович
Игорь Александрович Чичканов (род. 1957) — российский самбист и дзюдоист, многократный чемпион Мира, Европы, России по самбо и дзюдо среди мастеров-ветеранов, мастер спорта СССР по дзюдо, мастер спорта России международного класса.

## Биография
По национальности — чуваш. Родился в селе Чиганда, Куединского района, Пермской области.
Выпускник Елабужского государственного педагогического института.

## Спортивная карьера
Дзюдо занимается с 17 лет. Первый тренер — Швейкин Николай Григорьевич. Сейчас тренируется у Климова Михаила Николаевича. На соревнованиях представляет Набережные Челны.
- Первый мастер спорта СССР по дзюдо в Набережных Челнах (1978 год)
- Мастер спорта России международного класса (1998 год)
- Заслуженный тренер Республики Татарстан (2003 год)

Среди его воспитанников: Наталья Ащеулова, заслуженный мастер спорта Республики Татарстан, призёр чемпионатов России по дзюдо, чемпионка Европы среди полицейских по дзюдо, чемпионка Европы и Мира по самбо, Мастер спорта России международного класса.

### Спортивные достижения
| Соревнования                                    | Золото | Серебро | Бронза |
| ----------------------------------------------- | ------ | ------- | ------ |
| Чемпионат Мира среди мастеров самбо             | 13     | 2       | 1      |
| Чемпионат Мира среди мастеров дзюдо             | 3      | 1       | 5      |
| Чемпионат Европы среди ветеранов дзюдо          | 4      | 1       | 0      |
| Командный чемпионат Мира среди мастеров дзюдо   | 3      |         |        |
| Командный чемпионат Европы среди мастеров дзюдо | 4      | 2       |        |
| Чемпионат России среди ветеранов дзюдо          | 8      | 1       | 2      |
| Чемпионат России среди мастеров самбо           | 13     | 1       | 1      |

## Государственные и ведомственные награды
- Благодарность Президента Республики Татарстан (24 сентября 2014 год) — за заслуги в развитии физической культуры и спорта, достойный вклад в популяризации дзюдо в республике.
- Заслуженный тренер Республики Татарстан (2003 год)